# Joachim vom Berge
Joachim vom Berge (* 23. März 1526 in Herrndorf bei Glogau; † 8. März 1602 in Glogau) war Diplomat und Staatsmann.

## Leben

### Werdegang
Joachim von Berge wurde als Sohn des bereits 79-jährigen Hans vom Berge auf Herrndorf (1446–1528) und der Katharina von Braun auf Ottendorf (1486–1561) geboren. Unter Valentin Trotzendorf ging er in die Schule von Goldberg. Danach studierte er 1544 an der Universität Wittenberg, ging im Wintersemester 1547 an die Universität Leipzig, kehrte 1547 zurück nach Wittenberg, besuchte 1550 das Heerlager Moritz von Sachsen vor Magdeburg und flüchtete 1552 vor der Pest in Wittenberg an die Universität Frankfurt (Oder). Dem schlossen sich Reisen nach den Niederlanden, England, Italien und Frankreich an. In Wien zum Reichshofrat ernannt, diente er Maximilian II. bei diplomatischen Verhandlungen, so 1560 in Kopenhagen. Nach seiner Entlassung vom Staatsdienst 1571 beschäftigte er sich auf seinen Gütern.
Vom Berge pflegte mit den Größen seiner Zeit freundschaftlichen Kontakt. So mit Philipp Melanchthon, Caspar Peucer, Johannes Bugenhagen, Johannes Sturm und anderen. 

### Familie
Aus seiner 1569 geschlossenen Ehe mit Dorothea von Knobelsdorff auf Hirschfeldau († 1584), Witwe des Joachim von Berge auf Niebusch, gingen zehn Kinder hervor, die früh verstarben. Drei Jahre nach dem Tod seiner ersten Frau und sechs Monate nach dem Tod seiner Tochter Abigail, die als letztes seiner Kinder mit 15 Jahren starb, heiratete er 1587 Barbara von Knobelsdorff auf Ochelhermsdorff, diese zweite Ehe blieb kinderlos. Seine Witwe heiratete nach seinem Tod einen Freiherrn von Dohna. 

### Nachlass
Joachim vom Berges Güter Herrndorf und Cladau erbten die drei Söhne des Christoph von Berge auf Niederhernndorf. Testamentarisch hinterließ er eine große Summe in einer Stiftung für die Schulbildung nachfolgender Generationen. Erst nach langem Ringen konnte die Summe wieder ihrer eigentlichen Verwendung zugeführt werden.